# Langer Falls
Die Langer Falls sind ein Wasserfall bislang nicht ermittelter Fallhöhe im Gebiet der Ortschaft Progress Valley im Southland District der Region Southland auf der Südinsel Neuseelands. Er liegt im Lauf eines namenlosen Bachs, der einige Kilometer hinter dem Wasserfall in zunächst südlicher, dann westlicher Fließrichtung in den Waikawa River mündet. Wenige Kilometer nordöstlich von ihm und jenseits des Chaslands Highway liegen in einem anderen Bachlauf die Koropuku Falls.